# Clubiona shillongensis
Clubiona shillongensis là một loài nhện trong họ Clubionidae.
Loài này thuộc chi Clubiona. Clubiona shillongensis được miêu tả năm 1991 bởi Majumder & Benoy Krishna Tikader.